# Conde de Penafiel
Conde de Penafiel é um título nobiliárquico português criado por D. João, Príncipe Regente de D. Maria I de Portugal, por Decreto de 17 de Dezembro de 1798, em favor de Manuel José da Maternidade da Mata de Sousa Coutinho, antes 11.º Correio-Mor do Reino e 7.º Correio-Mor das Cartas do Mar.
Titulares
1. Manuel José da Maternidade da Mata de Sousa Coutinho, 11.º Correio-Mor do Reino e 7.º Correio-Mor das Cartas do Mar e 1.º Conde de Penafiel;
2. Maria da Assunção da Mata de Sousa Coutinho, 2.ª Condessa e 1.ª Marquesa de Penafiel, casada com António José da Serra Gomes, 2.º Conde e 1.º Marquês de Penafiel jure uxoris;
3. Manuel António Gomes da Mata de Sousa Coutinho, 3.º Conde e 2.º Marquês de Penafiel.

Após a Implantação da República Portuguesa e o fim do sistema nobiliárquico, usaram o título:
1. João António Martens Ferrão Gomes da Mata de Sousa Coutinho, 4.º Conde e 3.º Marquês de Penafiel;
2. António Manuel Maria Martens Ferrão Gomes da Mata de Sousa Coutinho, 5.º Conde e 4.º Marquês de Penafiel.